# SamPol
Samenleving & Politiek of SamPol is een Belgisch Nederlandstalig politiek tijdschrift dat zich omschrijft als een geëngageerd, niet-partijgebonden blad voor een sociaaldemocratie. Het wordt uitgegeven door de Stichting Gerrit Kreveld en de redactie is gevestigd te Gent.

## Geschiedenis
In januari 1994 stichtte Koen Raes het tijdschrift. In 2003 volgde Carl Devos hem op als hoofdredacteur, een functie die hij uitoefende tot 2007. Hij werd opgevolgd door Patrick Vander Weyden, die op zijn beurt in 2013 werd opgevolgd door Wim Vermeersch.
Sinds 2002 organiseert SamPol tweejaarlijks de Émile Zola-wedstrijd, een bekroning voor het beste politieke essay voor jongeren.